# Psylliodes hermonensis
Psylliodes hermonensis es una especie de insecto coleóptero de la familia Chrysomelidae.
Fue descrita científicamente en 1983 por Furth.